# Staņislavs Olijars
Staņislavs Olijars, född 22 mars, 1979 i Tjeljabinsk, Ryska SSR, Sovjetunionen, lettisk friidrottare som tävlar i häcklöpning. 
Olijars genombrott kom när han 1998 blev junior världsmästare på 110 meter häck. Hans deltog vid VM 1999 i Sevilla men gick inte vidare till finalen. Samma sak hände vid Olympiska sommarspelen 2000 i Sydney. 
Under 2002 blev han först bronsmedaljör vid inomhus EM i Wien och senare samma år slutade han tvåa på EM i München på tiden 13,22, slagen endast av Colin Jackson. 2003 noterade han vid tävlingarna i Lausanne sitt personliga rekord på 110 meter häck när han sprang på 13,08. 
Olijars deltog vid Olympiska sommarspelen 2004 i Aten där han slutade på femte plats med tiden 13,21. Året efter deltog han vid VM i Helsingfors men tog sig inte vidare till finalen. 
Olijars främsta merit kom vid EM i Göteborg 2006 där han blev europamästare på tiden 13,24. Året efter blev han vid VM i Osaka utslagen redan i semifinalen på 110 meter häck. Däremot blev han bronsmedaljör vid inomhus-VM i Valencia på 60 meter häck efter Liu Xiang och Allen Johnson.

## Personbästa
- 100 meter - 10,42 (2002)
- 200 meter - 20,91 (2003)
- 110 meter häck - 13,08 (2003)